# Bolgár euróérmék
Bulgáriában a tervek szerint 2025-ben vezették volna be az eurót.  Ehelyett, Bulgária, az Európai Központi Bank 2025. június 4-i döntésével, 2026. január 1-jén vezetheti be az Európai Unió közös pénznemét. Bár az államelnök a bevezetés ellen, a parlament és a kormány támogatja a pénznem bevezetését, így szinte biztosan Bulgária lesz a következő Eurót használó ország.https://hu.euronews.com/2025/06/04/megjelentek-az-elso-cirill-betus-ermek-es-bankjegyek-bulgaria-januar-1-el-bevezeti-az-euro

## Története
2016. június 7-én jelent meg az Európai Központi Bank (EKB) az évi konvergenciajelentése, melyben Bulgária, Csehország, Horvátország, Magyarország, Lengyelország, Románia és Svédország által a legutóbb jelentés óta elért eredményeit értékelte. Ez alapján kiderül, hogy a hét uniós ország egyike sem tud megfelelni az euró bevezetéséhez szükséges feltételeknek, bár ezeknek a feltételeknek a hiánya országonként különböznek. Az EKB jelentése megjegyzi, hogy a numerikus kritériumok teljesítése szükséges, de nem elégséges feltétele az euró bevezetésének. Az országoknak a belépéshez még "fenntartható konvergencia folyamatról" is tanúbizonyságot kell tennie. Ehhez pedig számos országban gazdaságpolitikai iránymódosítására lenne szükség. Az egyensúlytalanságok felhalmozódásának a kivédését számos országban megfelelő költségvetési és makroprudenciális intézkedésekkel és a pénzügyi szektor ellenőrzésének a megerősítésével kellene garantálni. Megállapítást nyert az is, hogy a vizsgált hét ország egyikében sem felel meg a jogi környezet az euró bevezetéséhez, különösen a jegybankok intézményi és gazdálkodási függetlensége terén tapasztalhatóak még hiányosságok. Horvátország kivételével egyetlen országban sem érvényesül maradéktalanul a monetáris finanszírozás tilalma és nem történt meg a jegybank megfelelő mértékű integrálása sem az Eurosystem körébe.
2020 júliusában Bulgária belépett az ERM-2-be.

## Motívumok
A bolgár euróérmék mintázatáról népszavazáson döntöttek. Ez alapján az összes érmére a madarai lovas képe fog kerülni. (A lehetséges további jelöltek közé tartozott még a cirill ábécé, a nestinar-ok (bolgár tűztáncosok), a Rilai kolostor és a Tsarevets erőd is.) Bulgária EU-tagsága alkalmából már kibocsátott egy kvázi-eurós emlékérmet, az 1,95583 levás érmét, ami a fix euró-leva árfolyamon pontosan 1 euró értéket képvisel.

## jegyzetek
1. ↑  Pataki István: Politico: Kizárt, hogy Bulgária 2025-ben csatlakozik az eurózónához. index.hu, 2024. április 22. (Hozzáférés: 2024. december 8.)
2. ↑  Magyarország nem áll készen az euróra az EKB szerint Archiválva 2016. június 8-i dátummal a Wayback Machine-ben Origo, 2016. június 7.
3. ↑  Horvátország és Bulgária már belépett oda, ahova mi még csak nem is kopogtatunk